# Як пізно це було, як пізно
«Як пізно це було, як пізно» (англ. «How Late It Was, How Late») — роман шотландського письменника Джеймса Келмана, написаний в 1994 році. 
Роман написаний у стилі потоку свідомості. Події, описані на шотландському діалекті англійської з характерними для робітничого класу особливостями, відбуваються в Глазго, з головним героєм Семмі, магазинним крадієм і колишнім ув'язненим.
Роман виграв Букерівську премію 1994 року. 